# 佟澤洪
佟澤洪（?—?），满州人，清朝政治人物。举人出身。
嘉庆3年（1798年），擔任清朝遵义府婺川縣知縣。后由劉允正接任。